# Dr. Koch Ventilator
Dr. Koch Ventilator war eine Rockband aus Berlin.

## Geschichte
Die Band sang in ihren frühen Zeiten (ab 1974) noch auf Englisch und trug den Namen Joiners Bench. Als die Band anfing, auf Deutsch zu singen, änderte sie ihren Namen 1978 in Dr. Koch Ventilator. Hierbei handelt es sich um eine Abänderung des Namens Van der Graaf Generator, welchen eine ebenfalls aus der Zeit stammende Progressive-Band als Bandnamen trug. Dr. Koch Ventilator wurden öfters der Neuen deutschen Welle zugerechnet. Ihre Titel erschienen auch auf einigen NDW-Samplern. Tatsächlich sind einige typische NDW-Elemente wie Synthie-Sounds vorhanden, die allerdings mit Jazz-Rock gemischt wurden. Dem Stil vieler NDW-Bands entsprechen auch der bizarr anmutende Gruppenname und ebensolche Covergestaltungen.
Die Band veröffentlichte drei Alben, wovon zwei später auf einer CD veröffentlicht wurden. Kurz nach dem dritten Album löste sich die Band auf.

## Mitglieder

### Hauptmitglieder
- Klaus Blumental (Klaus Blümel): Tasteninstrumente
- Chris Chaos (Chris Axel Klöber): Tasteninstrumente
- Michael Koch: Gitarren
- Schmitt-Martin (Hans-Dieter Martin): Gesang, Bass
- Richard Freiherr v. Seydlitz (Norbert Hinz)  (†): Schlagzeug
- Alfred E. Wagner († April 2019): Saxophon

### Produzent bei den Studioaufnahmen
- Hanno Bruhn (plus Background-Vocals bei einem Song (1981))

## Texte
Die Texte der Band beschäftigten sich vor allem mit Drogen, Lügen und sozialen Missständen. Es werden hier die typischen Themen der 1980er Jahre aufgegriffen.

## Diskografie
- 1980: Dr. Koch Ventilator (LP), Der Lügner / Tina (Single) (Reflektor 0030.273) (aufgenommen im Hansa Studio Berlin mit Tom Müller als Tonmeister)
- 1981: Torso in Aspik (LP) (aufgenommen im Paragon Studio Berlin)
- 1982: Prima Tanzmusik (NDW-Sampler, LP mit Songs verschiedener deutscher Bands)
- 1983: 105 Gramm für jeden (LP) (aufgenommen im Hansa Studio Berlin mit Tom Müller als Tonmeister)
- 1992: Dr. Koch Ventilator / Torso in Aspik (CD) (herausgegeben vom Plattenladen Freiburg)